# Aglaspidida
Als Aglaspidida bezeichnet man eine Ordnung ausgestorbener mariner (am Meeresboden lebender) Gliederfüßer (Arthropoda) des Kambriums und Ordoviziums. Sie erreichtem mit mindestens 21 Gattungen beachtliche Formenfülle, blieben aber an den meisten Fundstellen sehr selten, viele Arten sind nur in wenigen Einzelexemplaren überliefert. Sie sind bereits vor Ende des Ordoviziums wieder ausgestorben (im Katium). Die systematische Stellung und die Verwandtschaftsbeziehungen der Aglaspidida sind seit langer Zeit umstritten. Heute werden sie überwiegend in einer Artiopoda genannten Klade, als recht nahe Verwandte der Trilobiten, eingeordnet. 

## Merkmale
Aglaspidida waren kleine bis mittelgroße Gliederfüßer mit einer phosphathaltigen Cuticula. Diese Mineralisierung des Exoskeletts haben sie mit den Trilobiten und vielen Krebstieren (bei diesen aber kalkig) gemeinsam. Die verhältnismäßig leicht mineralisierte Hülle ist durch Einlagerung des Calciumphosphats Hydroxylapatit verstärkt. Vergleichbare Bildungen kamen bei einigen, nicht näher verwandten paläozoischen Gliederfüßern vor, sind aber bei rezenten Vertretern unbekannt. Durch die Mineralisierung blieb in fast allen Fällen ausschließlich die mineralisierte Oberseite (Dorsalseite) der Tiere fossil erhalten. Die Unterseite und die Körperanhänge sind nur von wenigen Gattungen bekannt und auch bei diesen schlecht erhalten, so dass viele Merkmale hier umstritten oder unbekannt sind. 
Der Körper der Aglaspidida war gegliedert in ein großes, vorn halbkreisförmig begrenztes Kopfschild und einem Rumpfabschnitt aus meist elf, gelegentlich weniger (Minimum sechs, bei Brachyaglaspis singularis) freien, sich etwas überlappenden Tergiten. Die Rumpfsegmente waren seitlich durch Pleuren genannte Fortsätze verbreitert, das gesamte Tier dadurch schildförmig, meist mit relativ geschlossenem Körperumriss. Der Rumpf war bei einigen Arten im Mittelabschnitt aufgewölbt und dadurch, ähnlich den Trilobiten, undeutlich dreilappig, öfter aber einheitlich gewölbt und ungegliedert. Sowohl der Kopfschild wie auch die Pleuren der Rumpfsegmente konnten seitlich in nach hinten weisende stachelartige Spitzen verlängert sein. Der letzte Tergit bildete die Basis eines mittig gelegenen Schwanzstachels unterschiedlicher Länge, der meist an der Basis abgesetzt markant verbreitert war. Durch den Vergleich mit anderen Arthropoden ähnlichen Körperbaus, die an dieser Stelle ein zwölftes freies Segment besaßen (die im Burgess-Schiefer gefundene Sidneyia sogar zwei), nimmt man an, dass er aus der Verschmelzung des Telsons mit einem (oder mehreren) Körpersegment(en) hervorgegangen ist. Auf der Bauchseite trugen die letzten Rumpfsegmente eine nach hinten vorstehende, in der Regel zweigeteilte, sogenannte postventrale Platte, die auch die Basis des Schwanzstachels bedeckte. Diese ist die wichtigste, und die einzige unzweifelhaft gesicherte, Autapomorphie der Gruppe. Typisch für fast alle Aglaspidida war außerdem eine verstärkte Kante oder ein Grat auf der Oberseite der Pleuren, in dem normalerweise vom darauffolgenden Segment verdeckten basalen Abschnitt, also nur an verdreht eingebetteten oder teilweise zerfallenen (disartikulierten) Exemplaren sichtbar. 
Der Kopfschild war auf der Oberseite vollständig frei von sichtbaren Häutungsnähten, auf der Unterseite war das Hypostom möglicherweise von einer solchen umgrenzt. Der Kopfabschnitt besaß vier, oder möglicherweise fünf, Paar Extremitäten, wobei das erste Paar ein einfaches, antennenähnliches Aussehen hatte (also keine Cheliceren ausgebildet). Alle weiteren Extremitäten waren einästig (uniram) (also keine Spaltbeine) und laufbein-artig, besondere Mundgliedmaßen sind nicht bekannt. Die Augen waren dorsal gelegen, meist recht groß, nach hinten hin aus der Kopfkontur vorgewölbt und nierenförmig. Sie saßen relativ weit vorn und nahe beieinander, meist beiderseits einer mittigen Aufwölbung (Glabella). Augen fehlen allerdings bei zahlreichen Arten.

## Systematik und Taxonomie
Systematik und Taxonomie der Gruppe sind in höchstem Maße verworren. Die Gruppe wurde, unter dem Namen Aglaspina, von Charles Walcott für die Gattung Aglaspis Hall, 1862 (Typusart Aglaspis spinifer) aufgestellt. Gilbert Oscar Raasch verwarf Walcotts Gruppierung und Diagnose vollständig und schlug stattdessen eine neue, anders umschriebene Ordnung vor, die er Aglaspida benannte. Spätere Autoren nannten dann je nach persönlicher Vorliebe entweder Walcott oder Raasch als Erstbeschreiber, wobei zeitweise, Stephen Peter Hesselbo folgend, Raasch vorne lag, während die neueren Bearbeiter wieder Walcott den Vorzug geben. Jan Bergström prägte 1968, als Emendation, den neuen Namen Aglaspidida, was sich durchgesetzt hat, obwohl es nach den Nomenklaturregeln nicht zwingend erforderlich war.
Die Aglaspidida wurden ursprünglich den (vermutlich nicht monophyletischen) „Merostomata“ zugerechnet. Sie wurden meist als „niedere Xiphosura“ angesehen (auch diese sind nach heutiger Kenntnis paraphyletisch) und somit zu den Kieferklauenträgern (Chelicerata) gezählt. Diese Einstufung verlor an Glaubwürdigkeit, nachdem Derek Briggs und Kollegen 1979 zeigten, dass das erste Extremitätenpaar von Aglaspis spinifer nicht, wie bis dahin gedacht, als Cheliceren ausgebildet war. Spätere Bearbeitungen, etwa durch Hou & Bergström, Chen et al. 2004 und Scholtz & Egdecombe 2005 brachten weitere Fortschritte. Als problematisch erwies sich die Einbeziehung von Arten unklarer Zugehörigkeit wie etwa Kwanyinaspis maotianshanensis, Zhang und Shu, die nach späteren Erkenntnissen nicht zu den Aglaspidida gehören. Grundlegend für die heutige Interpretation war die kladistische Analyse durch van Roy 2006, die später, vor allem aufgrund neu entdeckter Arten, fortgeschrieben wurde. Aktuelle Revisionen stammen von Ortega-Hernández und Kollegen und Rudy Lerosey-Aubril und Kollegen.
Die Aglaspidida gehören demnach in eine Artiopoda genannte Gruppe. Diese umfasste den Großteil der kambrischen Gliederfüßer, neben den Trilobiten als berühmtester Gruppe etwa die wenig bekannten Cheloniellida, Conciliterga, Nektaspidida und Xandarellida. Ihre Beziehung zu den Kieferklauenträgern (Chelicerata) ist bis heute ungeklärt und umstritten. Wenn, wie die meisten Bearbeiter annehmen, die Chelicerata nicht dazugehören, handelt es sich bei den Artiopoda um einen vollständig ausgestorbenen Unterstamm der Arthropoden. Innerhalb der Artiopoda bilden die Aglaspidida eine gemeinsame Klade mit den wenig bekannten Cheloniellida und einigen isolierten Arten unklarer Zugehörigkeit, darunter als bekanntestem Vertreter Emeraldella brockii, die als Vicissicaudata beschrieben worden ist. Früher wurde die gesamte Gruppierung, die etliche merkmalsarme, schlecht erhaltene fossile Arten unklarer Zugehörigkeit mit umfasst, als „Aglaspidida-ähnliche Gliederfüßer“ zusammengefasst. Vermutlich evolvierten die Aglaspidida aus Vorfahren mit Morphologie ähnlich den aus dem Burgess-Schiefer überlieferten Gattungen Emeraldella und Sidneyia.
Folgende Gattungen werden den Aglaspidida zugerechnet (nach)
- Familie Aglaspididae (alternativ auch als „kambrischer Typ“ bezeichnet): Aglaspis Hall (Typusgattung), Aglaspella Raasch, Aglaspoides Raasch, Chraspedops Raasch, Glypharthrus Raasch, Gogglops Siveter et al., Hesselbonia Lerosey-Aubril et al., Setaspis Raasch, Tuboculops Hesselbo, Uarthrus Raasch
- Familie Tremaglaspididae (alternativ auch als „ordovizischer Typ“ bezeichnet): Brachyaglaspis Ortega-Hernández et al., Chlupacaris Van Roy, Cyclopites Raasch, Flobertia Hesselbo, Quasimodaspis Waggoner, Tremaglaspis Fortey & Rushton.

incertae sedis (ohne Familienzuordnung): Australaglaspis Ortega-Hernández et al., Beckwithia Resser. 
in der Zugehörigkeit unsicher sind: Angarocaris Černyšev, Chacharejocaris Černyšev, Girardevia Andreeva, Obrutschewia Černyšev, Rozhkovocaris Rosov.

## Vorkommen
Die ältesten Funde von Aglaspidida stammen aus dem Guzhangium: die Gattungen Tremaglaspis aus Wales und Utah und Beckwithia aus Utah und Wisconsin, mit den ältesten Funden im Schelfmeer von Laurentia. Die größte Mannigfaltigkeit wurde im Jiangshanium erreicht. Jüngster bekannter Vertreter ist Chlupacaris aus dem Katium Marokkos. Bemerkenswert ist, dass aus den älteren kambrischen Schichten nach der kambrischen Explosion keinerlei Nachweise vorliegen, obwohl es zahlreiche gut erforschte Lagerstätten mit einer artenreichen Arthropodenfauna aus dieser Zeit gibt.
Die Gruppe ist fast weltweit verbreitet, mit Funden aus Europa (Großbritannien), Afrika, Nordamerika, Sibirien, Ostasien (China) und Australien (Tasmanien). 